# Diedrich Gottschalk Baedeker
Diedrich Gottschalk Baedeker (* 13. Juli 1850 in Essen; † 3. August 1922 ebenda) war ein deutscher Verleger, Buchhändler und Redakteur.

## Leben und Wirken
Als Sohn des Verlagsbuchhändlers Julius Baedeker geboren absolvierte Diedrich Gottschalk Baedeker das Gymnasium und studierte im Anschluss die Fächer Geschichte, Kunstgeschichte und Nationalökonomie in Berlin und Leipzig. Zwischen 1872 und 1875 lebte er teils in Griechenland und im Orient.
In den Jahren 1876 und 1877 arbeitete Baedeker als Redakteur der Deutschen Allgemeinen Zeitung in Leipzig. Darauf folgte bis 1880 eine Anstellung, ebenfalls als Redakteur, bei der Schlesischen Zeitung in Breslau. Direkt danach leitete er bis 1895 die politische Sparte der Rheinisch-Westfälischen Zeitung, die durch seinen eigenen Verlag erschien.
Ab 1890 war Baedeker Teilhaber des G. D. Baedeker Verlages. Von 1903 bis 1922 war er Alleininhaber des Verlags, es folgte sein Sohn Alfred Wilhelm Baedeker. Diedrich Gottschalk Baedeker war seit 1899 bis zu seinem Tod Herausgeber des Jahrbuchs für den Oberbergamtsbezirk Dortmund und verfasste außerdem das Werk Alfred Krupp und die Entwicklung der Gußstahlfabrik zu Essen.
Baedeker war zudem Vorstandsmitglied der Deutschen Kolonialgesellschaft. Ab 1896 bekleidete er das Amt des Vorsitzenden des Essener Gewerbevereins. Auch war er Mitgründer und Vorsitzender, sowie ab 1920 Ehrenvorsitzender, der Buchhändler-Vereinigung des Rheinisch-Westfälischen Industriegebietes.
Diedrich Gottschalk Baedeker wurde auf dem Essener Ostfriedhof beigesetzt.